# Johannes Mühl
Johannes Mühl (* 8. November 1888 in Bad Orb; † 17. November 1966 in Frankfurt am Main) war ein deutscher Arzt und Abgeordneter des Provinziallandtages der preußischen Provinz Hessen-Nassau.

## Leben
Johannes Mühl wurde als Sohn des Fuhrmanns Johann Ferdinand Mühl (1845–1898) und dessen Gemahlin Marie Eva Eck (1858–1945) geboren. Er hatte Medizin studiert und war als Arzt in Lampertheim, Bürstadt und Bad Orb tätig. Er trat der Deutschen Zentrumspartei bei und wurde als deren Vertreter im Jahre 1930 Mitglied des Kurhessischen Kommunallandtages des Regierungsbezirks Kassel, aus dessen Mitte er zum Abgeordneten des Provinziallandtages der Provinz Hessen-Nassau bestimmt wurde. 
Mühl  war als Arzt im Stalag  B in Bad Orb/Wegscheide eingesetzt und nach Kriegsende als Arzt in Bad Orb tätig. Im Dezember 1945 war er einer der Gründer der CDU im Landkreis Gelnhausen. Bis 1948 war er Ortsvorsitzender der CDU in Bad Orb. 
Er war verheiratet mit Katharina Duseberg (1895–1960). Aus der Ehe gingen die Kinder Norbert (1921–2000, Arzt), Walter (1922–2011, Arzt), Hermann (1925–2016, Domkapitular), Irmgard (1928–2018, Kalligraphin) und Hedwig (1932–2021, Ärztin) hervor. 